# 灰冠鹟莺
灰冠鹟莺（学名：[Phylloscopus tephrocephalus] 错误：{{Lang}}：文本有斜体标记（帮助）），是雀形目柳莺科的一种鸟类。

## 特征
灰冠鹟莺体重约7.3克，翼长约54.6毫米，嘴峰长约11.7毫米，喙宽度约3.1毫米，喙厚度约2.7毫米，跗蹠长约17.5毫米，尾长约46.4毫米。灰冠鹟莺是部分迁徙的鸟类，其栖息在密集的高大树木组成的森林中，食性为肉食性，主要食物来源是陆生无脊椎动物。

## 分布
缅甸北部至中国西南和泰国北部；越冬于印度支那。